# Vito Antuofermo
Vito Gabrielo Antuofermo (* 9. Februar 1953 in Palo del Colle, Provinz Bari) ist ein ehemaliger italienischer Profiboxer und Weltmeister im Mittelgewicht der WBA und WBC. Später wurde er Schauspieler in mehreren Filmen und Fernsehserien.
Er lebt zusammen mit seiner Frau im New Yorker Stadtteil Queens und hat vier Kinder.

## Anfänge als Boxer
Vito Antuofermo war 1969 mit seiner Familie zu Verwandten nach New York City gezogen, da aufgrund einer Dürreperiode in seiner süditalienischen Heimat die Ernteerträge der elterlichen Landwirtschaft ausblieben.
Dort kam er auf ungewöhnliche Weise mit dem Boxsport in Kontakt; nach einer Straßenschlägerei wurde er zusammen mit seinen Kontrahenten mit Handschellen zum Trainingscenter der Police Athletic League (P.A.L.) gebracht, wo der zuständige Leiter Joe LaGardia ihnen anbot, hier im Ring ihren Streit um die Straße auszutragen. Nur Antuofermo war jedoch bereit hier zu bleiben und bat den Leiter, ihm mehr im Boxen beizubringen.
Als folgender Amateurboxer bestritt er 30 Kämpfe, davon 28 Siege. Dabei gewann er 1970 die New York Golden Gloves und kam im Jahr darauf, beim selben Event, bis ins Finale und musste sich dort nur dem späteren WBA-Weltmeister im Halbschwergewicht Edward Gregory geschlagen geben. Anschließend wurde er Profi im Halbmittelgewicht.

## Beginn der Profikarriere
In seinem ersten Profikampf am 30. November 1971 besiegte er den ehemaligen Staatsmeister aus Guyana Ivelaw Eastman durch einen Punktesieg über vier Runden. Bis auf ein Unentschieden gegen Charles Hayward konnte er seine ersten 18 Profikämpfe in Folge gewinnen, davon acht durch K. o. Anzumerken sei hier jedoch, dass nur vier dieser Gegner eine positive Kampfbilanz aufweisen konnten. Seine erste Niederlage erlitt er schließlich am 9. Juli 1973 gegen Harold Weston, als der Ringrichter den Kampf wegen eines Cuts über Antuofermos linkem Auge abbrach. Weston wurde daraufhin zum Sieger durch Technischen K. o. erklärt.

## Siegesserie gegen bedeutende Gegner
In seinem nächsten Kampf am 25. August 1973 besiegte er den Veteranen aus der Bronx Danny McAloon durch einen Punktesieg über 10 Runden. Eine Überraschung gab es dabei kurz nach dem Kampf, als Antuofermos Vater an der Polizei vorbei in den Ring sprang und seinen siegreichen Sohn küsste. Bis dahin hatte er sich stets gegen eine Boxkarriere seines Sohnes ausgesprochen. Am 8. März 1974 beendete er die Siegesserie des in 22 Kämpfen ungeschlagenen John L. Sullivan durch einen Punktesieg über 10 Runden, worauf dieser nie mehr an seine alten Leistungen anknüpfen konnte.
Nach einem spektakulären K.-o.-Sieg in Runde 1 über den mehrmaligen kanadischen Staatsmeister Joey Durelle und einem Punktesieg gegen den Texaner Melvin Dennis kam es zu einem harten Aufeinandertreffen mit dem ehemaligen WBA-Weltmeister Denny Moyer. Antuofermo konnte den Kampf zwar durch einen Punktesieg für sich entscheiden, erlitt jedoch böse Cuts an beiden Augen. Anschließend besiegte er den ehemaligen WBA- und WBC-Weltmeister Emile Griffith einstimmig nach Punkten und wurde daraufhin im Dezember 1974 vom Ring Magazine in die Liste der Top-Ten-Mittelgewichts-Boxer aufgenommen.
Am 27. Juni 1975 boxte er in einem Nichttitelkampf in Mailand gegen den italienischen Staatsmeister Antonio Castellini, der bereits acht Mal in Mailand geboxt und dabei stets gewonnen hatte, zudem wurde er von den Einheimischen geradezu verehrt. Antuofermo gewann zwar durch Technischen K. o. in Runde 5, musste aber gleich darauf wegen der wütenden Menschenmenge im Publikum von der Polizei durch einen unterirdischen Tunnel evakuiert werden. Anschließend kehrte er nur kurz in sein Hotel zurück und verließ dann umgehend die Stadt.

## Europameister
Nach zwei weiteren Siegen, u. a. gegen den späteren WBF-Weltmeister Vinnie Curto, kam es am 16. Januar 1976 in Berlin zu seinem ersten wichtigen Titelkampf. Antuofermo boxte gegen den Deutschen Eckhard Dagge um den Europameistertitel im Halbmittelgewicht. Dagge fand keine Antwort auf den Boxstil des Italieners und verlor schließlich durch eine Punkteniederlage über 15 Runden. Nach einer erfolgreichen Titelverteidigung gegen den französischen Staatsmeister Jean-Claude Warusfel verlor er in einem Nichttitelkampf völlig unerwartet gegen den Deutschen Frank Wissenbach durch Punkteniederlage. Vier Monate später verlor er schließlich seinen Europatitel gegen den Briten Maurice Hope durch Technischen K. o. in Runde 15.

## Weltmeister der WBA und WBC
Nach acht Siegen in Folge gegen starke Aufbaugegner konnte er seine Klasse erneut unter Beweis stellen, als er am 30. Juni 1979 den Argentinier Hugo Pastor Corro nach Punkten besiegte und sich damit den Weltmeistertitel im Mittelgewicht der Verbände WBA und WBC sicherte. Der Kampf wurde zu Anfang ziemlich hart und unfair geführt, beide Boxer erhielten Punktabzüge wegen regelwidriger Tiefschläge und Kopfstöße. Bis zur 10. Runde dominierte Corro weitgehend den Kampf, verlor danach jedoch stark an Kondition, worauf der ausdauerndere Antuofermo sich den Sieg sichern konnte. Zur ersten Titelverteidigung kam es im November desselben Jahres gegen Marvin Hagler, der bereits im Vorfeld des Kampfes ankündigte, „Vito, das Mosquito, wie eine Fliegenklatsche zu treffen“. Antuofermo entgegnete nur, die Haltung seines Gegners nicht zu schätzen, aber ihn als Kämpfer zu respektieren. Schließlich endete der ausgeglichene Kampf mit einem Unentschieden, wodurch Antuofermo seine Titel behalten konnte.
Am 16. März 1980 kam es zur nächsten Titelverteidigung gegen den britischen Pflichtherausforderer Alan Minter. Obwohl Minter in Runde 14 einmal zu Boden gegangen war, wurde er nach den vollen 15 Runden umstritten zum Punktesieger erklärt. Die New York Times z. B., hatte Antuofermo als den eigentlichen Sieger gesehen. Besonders kritisiert wurde die Tatsache, dass bei einem Kampf mit einem britischen Sportler der Brite Roland Dakin als einer der Punktrichter eingesetzt wurde und Antuofermo genau von diesem die wenigsten Punkte erhielt. Selbst die britische Presse bezeichnete Dakins Punktewertung als „Schande“ und „peinlich“.

## Rückkämpfe um die WM-Titel
Schließlich erhielt der Italiener die Chance auf einen Rückkampf, der nur drei Monate später ausgetragen wurde. Doch diesmal zeigte Minter eindeutig, wer der neue Champion im Mittelgewicht war und traf Antuofermo bereits in der 1. Runde schwer am rechten Auge, worauf dieser einen blutigen Cut erlitt. Ab der 4. Runde konnte er nur noch mit dem linken Auge sehen und wurde schließlich in der 8. Runde schwer angeschlagen aus dem Kampf genommen.
Nach einem Punktesieg über Mauricio Aldana erhielt Antuofermo noch einmal die Chance auf einen Kampf um den WBA- und WBC-Gürtel. Da Minter inzwischen von Marvin Hagler entthront wurde, musste er erneut gegen seinen alten Rivalen Hagler antreten, gegen den er in der letzten Begegnung ein Unentschieden erreicht hatte. Doch schon zu Beginn der 1. Runde knallte Hagler mit seinem Kopf in Antuofermos Gesicht, der daraufhin eine stark blutende Wunde über dem linken Auge erlitt. Während der 60-sekündigen Pause zwischen den Runden versuchte Cutman Freddy Braun, den Ringrichter von einem Kampfabbruch zu überzeugen und den Kampf ohne Wertung zu belassen, da er die Blutung des Italieners nicht stoppen konnte. Nach einer Rücksprache mit dem Commissioner Walter Byars wurde dieses Ansinnen jedoch abgelehnt und der Kampf fortgesetzt. In der 3. Runde ging er zu Boden und wurde schließlich in der 5. Runde von seiner Ecke aus dem Kampf genommen, da die Blutung noch immer nicht gestoppt werden konnte.
Nach dieser Niederlage bestritt er nur noch fünf Kämpfe gegen eher unbedeutende Gegner, ehe er im Oktober 1985 seine Boxkarriere beendete.

## Erfolge als Boxer
Amateur
- 27. Februar 1970: 1. Platz bei den New York Golden Gloves
- 2. April 1971: 2. Platz bei den New York Golden Gloves

Profi
- 16. Januar 1976 – 1. Oktober 1976: Europameister im Halbmittelgewicht
- 30. Juni 1979 – 16. März 1980: Weltmeister der WBA und WBC im Mittelgewicht

In der ewigen Europarangliste belegt er Platz 11 und in der ewigen Weltrangliste Platz 86.

## Privates und Leben nach dem Boxen
1975 heiratete er seine Jugendliebe Joan und hat mit dieser drei Söhne und eine Tochter.
Nach seiner Boxkarriere eröffnete er die Pizzeria „Champ's Pizza“ in New York City, die er jedoch später verkaufte und dafür an den Docks von Jersey arbeitete. Nebenbei gab er auch Boxunterricht in einem Fitnesscenter.
Aufgrund seines Aussehens als „harter Schläger“ und seiner italienischen Herkunft wurde er mehrmals als Schauspieler für die Rolle eines Bösewichts in Mafia-Filmen angeheuert. Als seine bekannteste Rolle gilt dabei die des Anthony „The Ant“ Squigliaro im Film Der Pate III. Weitere Auftritte hatte er u. a. im mehrfach preisgekrönten Mafia-Drama GoodFellas – Drei Jahrzehnte in der Mafia und in der Mafia-Serie Die Sopranos.